# Шелл-Веллі (Північна Дакота)
Шелл-Веллі (англ. Shell Valley) — переписна місцевість (CDP) в США, в окрузі Ролетт штату Північна Дакота. Населення — 1146 осіб (2020).

## Географія
Шелл-Веллі розташований за координатами 48°48′31″ пн. ш. 99°49′38″ зх. д. / 48.80861° пн. ш. 99.82722° зх. д. (48.808616, -99.827101).  За даними Бюро перепису населення США в 2010 році переписна місцевість мала площу 38,95 км², з яких 38,86 км² — суходіл та 0,09 км² — водойми.

## Демографія
Згідно з переписом 2010 року, у переписній місцевості мешкало 1197 осіб у 374 домогосподарствах у складі 303 родин. Густота населення становила 31 особа/км².  Було 393 помешкання (10/км²).
Расовий склад населення:
| - 97,8 % — корінних американців - 1,8 % — білих |

До двох чи більше рас належало 0,3 %. Частка іспаномовних становила 0,3 % від усіх жителів.
За віковим діапазоном населення розподілялося таким чином: 38,3 % — особи молодші 18 років, 55,9 % — особи у віці 18—64 років, 5,8 % — особи у віці 65 років та старші. Медіана віку мешканця становила 25,1 року. На 100 осіб жіночої статі у переписній місцевості припадало 100,2 чоловіків;  на 100 жінок у віці від 18 років та старших — 90,5 чоловіків також старших 18 років.
Середній дохід на одне домашнє господарство  становив 59 717 доларів США (медіана — 53 224), а середній дохід на одну сім'ю — 58 114 долари (медіана — 52 697). За межею бідності перебувало 33,5 % осіб, у тому числі 46,1 % дітей у віці до 18 років та 28,1 % осіб у віці 65 років та старших.
Цивільне працевлаштоване населення становило 473 особи. Основні галузі зайнятості: освіта, охорона здоров'я та соціальна допомога — 33,0 %, публічна адміністрація — 19,2 %, мистецтво, розваги та відпочинок — 18,8 %.